# 6809 Sakuma
6809 Sakuma (1938 DM1) là một tiểu hành tinh vành đai chính được phát hiện ngày 20 tháng 2 năm 1938 bởi K. Reinmuth ở Heidelberg.